# Kenya az 1996. évi nyári olimpiai játékokon
Kenya az egyesült államokbeli Atlantában megrendezett 1996. évi nyári olimpiai játékok egyik részt vevő nemzete volt. Az országot az olimpián 5 sportágban 52 sportoló képviselte, akik összesen 8 érmet szereztek.

## Érmesek
| Érem  | Versenyző        | Sportág  | Versenyszám          |
| ----- | ---------------- | -------- | -------------------- |
| Arany | Joseph Keter     | Atlétika | Férfi 3000 m akadály |
| Ezüst | Paul Bitok       | Atlétika | Férfi 5000 m         |
| Ezüst | Paul Tergat      | Atlétika | Férfi 10 000 m       |
| Ezüst | Moses Kiptanui   | Atlétika | Férfi 3000 m akadály |
| Ezüst | Pauline Konga    | Atlétika | Női 5000 m           |
| Bronz | Fred Onyancha    | Atlétika | Férfi 800 m          |
| Bronz | Stephen Kipkorir | Atlétika | Férfi 1500 m         |
| Bronz | Eric Wainaina    | Atlétika | Férfi maraton        |

## Atlétika
Férfi
| Versenyző                                                              | Versenyszám     | Előfutam | Előfutam | Előfutam | Negyeddöntő | Negyeddöntő | Negyeddöntő | Elődöntő | Elődöntő | Elődöntő | Döntő    | Döntő    |
| Versenyző                                                              | Versenyszám     | Idő      | Hely.    | Össz.    | Idő         | Hely.       | Össz.       | Idő      | Hely.    | Össz.    | Idő      | Helyezés |
| ---------------------------------------------------------------------- | --------------- | -------- | -------- | -------- | ----------- | ----------- | ----------- | -------- | -------- | -------- | -------- | -------- |
| Donald Onchiri                                                         | 100 m           | 10,66    | 7.       | 74.      | kiesett     | kiesett     | kiesett     | kiesett  | kiesett  | kiesett  | kiesett  | kiesett  |
| Joseph Gikonyo                                                         | 200 m           | 20,88    | 5.       | 42.*     | kiesett     | kiesett     | kiesett     | kiesett  | kiesett  | kiesett  | kiesett  | kiesett  |
| Samson Kitur                                                           | 400 m           | 45,39    | 2.       | 7.       | 45,03       | 3.          | 10.         | 45,17    | 5.       | 9.       | kiesett  | kiesett  |
| Kennedy Ochieng                                                        | 400 m           | 45,99    | 5.       | 27.      | 45,72       | 8.          | 23.**       | kiesett  | kiesett  | kiesett  | kiesett  | kiesett  |
| Charles Gitonga                                                        | 400 m           | 45,62    | 4.       | 15.      | kiesett     | kiesett     | kiesett     | kiesett  | kiesett  | kiesett  | kiesett  | kiesett  |
| Fred Onyancha                                                          | 800 m           | 1:46,07  | 2.       | 13.      |             |             |             | 1:44,02  | 3.       | 6.       | 1:42,79  |          |
| David Kiptoo                                                           | 800 m           | 1:45,11  | 1.       | 1.       |             |             |             | 1:43,90  | 2.       | 2.       | 1:44,19  | 6.       |
| Philip Kibitok                                                         | 800 m           | 1:45,34  | 1.       | 4.       |             |             |             | 1:45,58  | 3.       | 10.      | kiesett  | kiesett  |
| Stephen Kipkorir                                                       | 1500 m          | 3:36,70  | 2.       | 4.       |             |             |             | 3:35,29  | 2.       | 10.*     | 3:36,72  |          |
| Laban Rotich                                                           | 1500 m          | 3:35,88  | 1.       | 1.       |             |             |             | 3:33,73  | 5.       | 5.       | 3:37,39  | 4.       |
| William Tanui                                                          | 1500 m          | 3:37,72  | 2.       | 12.      |             |             |             | 3:33,57  | 4.       | 4.       | 3:37,42  | 5.       |
| Paul Bitok                                                             | 5000 m          | 13:54,45 | 2.       | 12.      |             |             |             | 13:27,61 | 2.       | 2.       | 13:08,16 |          |
| Tom Nyariki                                                            | 5000 m          | 13:51,47 | 3.       | 2.       |             |             |             | 14:03,21 | 1.       | 15.      | 13:12,29 | 5.       |
| Shem Kororia                                                           | 5000 m          | 14:02,75 | 2.       | 22.      |             |             |             | 13:27,50 | 1.       | 1.       | 13:14,63 | 9.       |
| Paul Tergat                                                            | 10 000 m        | 27:50,66 | 2.       | 2.       |             |             |             |          |          |          | 27,08,17 |          |
| Josphat Machuka                                                        | 10 000 m        | 28:14,27 | 2.       | 12.      |             |             |             |          |          |          | 27:35,08 | 5.       |
| Paul Koech                                                             | 10 000 m        | 28:17,48 | 3.       | 13.      |             |             |             |          |          |          | 27:35,19 | 6.       |
| Eric Wainaina                                                          | Maraton         |          |          |          |             |             |             |          |          |          | 2:12:44  |          |
| Lameck Aguta                                                           | Maraton         |          |          |          |             |             |             |          |          |          | 2:22:04  | 52.      |
| Ezequiel Bitok                                                         | Maraton         |          |          |          |             |             |             |          |          |          | 2:23:03  | 56.      |
| Erick Keter                                                            | 400 m gát       | 49,03    | 3.       | 13.      |             |             |             | kiesett  | kiesett  | kiesett  | kiesett  | kiesett  |
| Gideon Biwott                                                          | 400 m gát       | 49,74    | 4.       | 29.      |             |             |             | kiesett  | kiesett  | kiesett  | kiesett  | kiesett  |
| Barnabas Kinyor                                                        | 400 m gát       | 49,82    | 7.       | 31.      |             |             |             | kiesett  | kiesett  | kiesett  | kiesett  | kiesett  |
| Joseph Keter                                                           | 3000 m akadály  | 8:30,23  | 1.       | 7.       |             |             |             | 8:18,90  | 1.       | 1.       | 8:07,12  |          |
| Moses Kiptanui                                                         | 3000 m akadály  | 8:30,87  | 2.       | 10.      |             |             |             | 8:18,91  | 2.       | 2.       | 8:08,33  |          |
| Matthew Birir                                                          | 3000 m akadály  | 8:27,09  | 2.       | 2.       |             |             |             | 8:27,16  | 2.       | 10.      | 8:17,18  | 4.       |
| Julius Chepkwony Simon Kemboi Samson Kitur Kennedy Ochieng Samson Yego | 4 × 400 m váltó | 3:02,52  | 1.       | 5.       |             |             |             | 3:01,73  | 3.       | 5.       | kiesett  | kiesett  |
| David Kimutai                                                          | 20 km gyaloglás |          |          |          |             |             |             |          |          |          | 1:25:01  | 23.      |
| Justus Kavulanya                                                       | 20 km gyaloglás |          |          |          |             |             |             |          |          |          | 1:27:49  | 40.      |
| Julius Sawe                                                            | 20 km gyaloglás |          |          |          |             |             |             |          |          |          | kizárták | kizárták |

| Versenyző     | Versenyszám | Selejtező | Selejtező | Döntő    | Döntő    |
| Versenyző     | Versenyszám | Eredmény  | Helyezés  | Eredmény | Helyezés |
| ------------- | ----------- | --------- | --------- | -------- | -------- |
| Remmy Limo    | Távolugrás  | 746 cm    | 36.*      | kiesett  | kiesett  |
| Jacob Katonon | Hármasugrás | 16,17 m   | 28.       | kiesett  | kiesett  |

Női
| Versenyző        | Versenyszám | Előfutam | Előfutam | Előfutam | Negyeddöntő | Negyeddöntő | Negyeddöntő | Elődöntő | Elődöntő | Elődöntő | Döntő         | Döntő         |
| Versenyző        | Versenyszám | Idő      | Hely.    | Össz.    | Idő         | Hely.       | Össz.       | Idő      | Hely.    | Össz.    | Idő           | Helyezés      |
| ---------------- | ----------- | -------- | -------- | -------- | ----------- | ----------- | ----------- | -------- | -------- | -------- | ------------- | ------------- |
| Naomi Mugo       | 1500 m      | 4:13,35  | 2.       | 18.      |             |             |             | 4:20,01  | 11.      | 22.      | kiesett       | kiesett       |
| Pauline Konga    | 5000 m      | 15:07,01 | 1.       | 1.       |             |             |             |          |          |          | 15:03,49      |               |
| Rose Cheruiyot   | 5000 m      | 15:26,87 | 5.       | 15.      |             |             |             |          |          |          | 15:17,33      | 8.            |
| Lydia Cheromei   | 5000 m      | 15:49,85 | 10.      | 27.      |             |             |             |          |          |          | kiesett       | kiesett       |
| Tegla Loroupe    | 10 000 m    | 32:28,73 | 4.       | 4.       |             |             |             |          |          |          | 31:23,22      | 6.            |
| Sally Barsosio   | 10 000 m    | 31:36,00 | 2.       | 21.      |             |             |             |          |          |          | 31:53,38      | 10.           |
| Angeline Kanana  | Maraton     |          |          |          |             |             |             |          |          |          | 2:34:19       | 15.           |
| Joyce Chepchumba | Maraton     |          |          |          |             |             |             |          |          |          | nem ért célba | nem ért célba |
| Selina Chirchir  | Maraton     |          |          |          |             |             |             |          |          |          | nem ért célba | nem ért célba |

* - egy másik versenyzővel azonos eredményt ért el

** - két másik versenyzővel azonos eredményt ért el

## Íjászat
Férfi
| Versenyző      | Versenyszám | Selejtező | Selejtező | 64-es főtábla                          | 32-es főtábla     | Nyolcaddöntő      | Negyeddöntő       | Elődöntő          | Döntő             | Helyezés |
| Versenyző      | Versenyszám | Pont      | Kiemelt   | Ellenfél Eredmény                      | Ellenfél Eredmény | Ellenfél Eredmény | Ellenfél Eredmény | Ellenfél Eredmény | Ellenfél Eredmény | Helyezés |
| -------------- | ----------- | --------- | --------- | -------------------------------------- | ----------------- | ----------------- | ----------------- | ----------------- | ----------------- | -------- |
| Dominic Rebelo | Egyéni      | 518       | 64.       | Michele Frangilli (ITA) (1.) · 142–166 | kiesett           | kiesett           | kiesett           | kiesett           | kiesett           | 61.      |

Női
| Versenyző      | Versenyszám | Selejtező | Selejtező | 64-es főtábla                          | 32-es főtábla     | Nyolcaddöntő      | Negyeddöntő       | Elődöntő          | Döntő             | Helyezés |
| Versenyző      | Versenyszám | Pont      | Kiemelt   | Ellenfél Eredmény                      | Ellenfél Eredmény | Ellenfél Eredmény | Ellenfél Eredmény | Ellenfél Eredmény | Ellenfél Eredmény | Helyezés |
| -------------- | ----------- | --------- | --------- | -------------------------------------- | ----------------- | ----------------- | ----------------- | ----------------- | ----------------- | -------- |
| Jennifer Mbuta | Egyéni      | 500       | 64.       | Lina Heraszimenko (UKR) (1.) · 126–156 | kiesett           | kiesett           | kiesett           | kiesett           | kiesett           | 62.      |

## Ökölvívás
| Versenyző              | Versenyszám  | Selejtező                                   | Nyolcaddöntő                 | Negyeddöntő       | Elődöntő          | Döntő             | Helyezés |
| Versenyző              | Versenyszám  | Ellenfél Eredmény                           | Ellenfél Eredmény            | Ellenfél Eredmény | Ellenfél Eredmény | Ellenfél Eredmény | Helyezés |
| ---------------------- | ------------ | ------------------------------------------- | ---------------------------- | ----------------- | ----------------- | ----------------- | -------- |
| George Maina Kinianjui | Könnyűsúly   | [[Sin Uncshol (Sin Eun-Cheol)]] (KOR) · RSC | kiesett                      | kiesett           | kiesett           | kiesett           | 17.      |
| Peter Bulinga          | Kisváltósúly | Mohamed Allalou (ALG) · 3–17                | kiesett                      | kiesett           | kiesett           | kiesett           | 17.      |
| Evans Ashira           | Váltósúly    | Nariman Atayev (UZB) · 10–15                | kiesett                      | kiesett           | kiesett           | kiesett           | 17.      |
| Peter Odhiambo         | Félnehézsúly | Paul Mbongo (CMR) · 6–15                    | kiesett                      | kiesett           | kiesett           | kiesett           | 17.      |
| Ahmed Rajab Omari      | Nehézsúly    | erőnyerő                                    | David Defiagbon (CAN) · 4–15 | kiesett           | kiesett           | kiesett           | 9.       |

RSC - a játékvezető megállította a mérkőzést

## Sportlövészet
Férfi
| Versenyző  | Versenyszám       | Selejtező | Selejtező | Döntő   | Döntő    |
| Versenyző  | Versenyszám       | Pont      | Helyezés  | Pont    | Helyezés |
| ---------- | ----------------- | --------- | --------- | ------- | -------- |
| Anuj Desai | Sportpuska, fekvő | 586       | 49.       | kiesett | kiesett  |

## Súlyemelés
| Versenyző             | Versenyszám | Szakítás | Szakítás | Lökés    | Lökés    | Összesen | Helyezés |
| Versenyző             | Versenyszám | Eredmény | Helyezés | Eredmény | Helyezés | Összesen | Helyezés |
| --------------------- | ----------- | -------- | -------- | -------- | -------- | -------- | -------- |
| Collins Okothnyawallo | 99 kg       | 125,0    | 25.      | 150,0    | 25.      | 275,0    | 25.      |